# Bobrówko (przystanek kolejowy)
Bobrówko – zlikwidowany przystanek kolejowy a dawniej stacja kolejowa w Bobrówku na linii kolejowej Strzelce Krajeńskie – Lubiana, w województwie lubuskim.